# Trogoxylon ypsilon
Trogoxylon ypsilon är en skalbaggsart som beskrevs av Pierre Lesne 1937. Trogoxylon ypsilon ingår i släktet Trogoxylon och familjen kapuschongbaggar. Inga underarter finns listade i Catalogue of Life.

## Bildgalleri

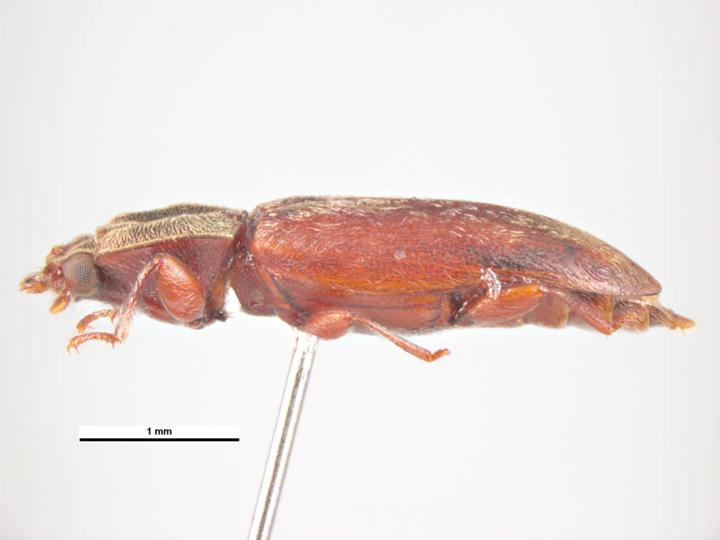